# サムイェー寺
サムイェー寺（サムエー寺、チベット語：བསམ་ཡས bsam yas、中国語：桑耶寺）は中華人民共和国チベット自治区に建立された最初の仏教僧院。

## 概要
西暦775年頃、ティソン・デツェン王の後援で、7世紀にソンツェン・ガンポ王が導入して以来廃れていた仏教の再興を図るために建てられた。インドのオータンタブリー僧院にならって建てられたといわれる。中国チベット自治区山南市のダナン県に位置する。
この寺は、仏典に説かれる世界観をモデルにした、いわば立体曼荼羅となっている。承徳外八廟の普寧寺はこの寺をモデルにしている。

## 伽藍配置

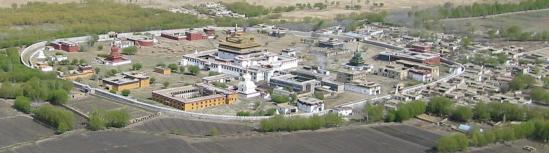
遠景

円形の壁に囲まれた寺域の中央には、他の諸堂にくらべひときわ高い本堂があり、本堂の周囲には4つの大きな堂と小さな2つの堂、4色の仏塔が配置されており、このような建物配置は上述のように、巨大な曼荼羅を模したものである。
本堂は世界の中心にそびえるスメール山（須弥山）を現し、四隅にある他の建物と本堂の東西南北は大陸と仏教宇宙の他の造作を現す。すなわち、4つの大きな堂は四大部洲（四大大陸）をあらわし、南方のインド亜大陸、西方のオアシス世界、北方は北アジアの遊牧世界、東方は東アジアの中国世界を指すと見なされる。さらに本堂の両脇にある円形と半月形の2堂は太陽と月をかたどっている。
本堂は数多くの宗教壁画や仏像、重要な歴史的遺物もある。この寺に多くのチベット人仏教徒が巡礼に訪れ、それは何週間もかかる場合もある。

## 歴史

### 建立

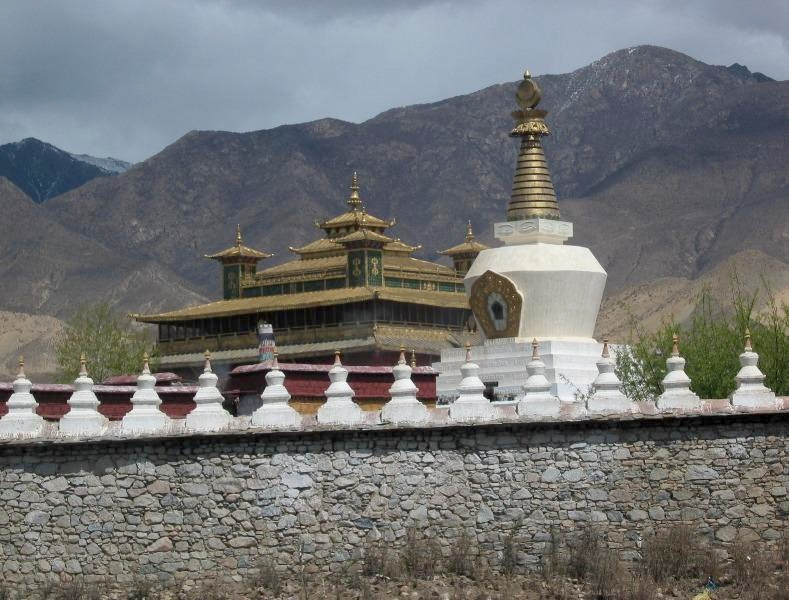
防壁

伝承によれば、インドの僧シャーンタラクシタが彼の経典中心の仏教を布教した際に寺院建立を最初に計画した。この場所が縁起がよいとして建設を開始するも、必ず途中で寺院は崩れてしまっていた。
恐れた建築労働者たちは近くの川の魔物か悪い気がこれを引き起こしていると信じた。
しかしパドマサンバヴァが北インドからここに着くと、寺院建設を妨げている問題のエネルギー（マモ：魔物）を調伏した。ダライラマ5世によれば（Pearlman, 2002: p.18）、パドマサンバヴァはタントラ的なヴァジュラキラヤ（プルパ、プルパ金剛と訳す。漢名：普巴金剛、金剛儒童）の修法や踊りをしてティソン・デツェン王の擁護と資金の援助を受け、シャーンタラクシタは実務的な問題を解決してサムイェー寺を建立したという。
この伝承は、なぜタントラ（密教）中心のパドマサンバヴァの教えが、経典（顕教）中心のシャーンタラクシタの教えよりも優勢を得たかということの説明になる。また、サムイェー寺の建立がチベット仏教の独自の派、ニンマ派の始まりとなる。

### サムイェー寺の宗論
サムイェー寺は、インド仏教と中国仏教の宗論が行われ、インド仏教が勝利することでチベット仏教の方向性を決定付けることになった事件、「サムイェー寺の宗論」の舞台としても知られる。

### 近現代
サムイェー寺は文化大革命により1980年代大規模な破壊を受けた。今日でも宗教活動は続けられており、重要な巡礼目的地にして、観光地である。1996年に中華人民共和国の全国重点文物保護単位に指定された。

## 影響
チベット仏教の信仰がモンゴル人や満州人（女真人）に伝わったのち、サムイェー寺スタイルの寺が各地に建てられた。このタイプの寺としては、熱河（現河北省承徳市）の普寧寺、北京の紫禁城の雨華閣、頤和園の四大部州などが現存している。